# Campaña de la Costa del Golfo
La Campaña de la Costa del Golfo o la Conquista española de Florida Occidental en la Guerra de la Independencia de Estados Unidos, fue una serie de operaciones militares dirigidas principalmente por el gobernador de la Luisiana española,  Bernardo de Gálvez y Madrid, conde de Gálvez contra el Reino de Gran Bretaña en la provincia de Florida Occidental. Comenzó con operaciones contra las posiciones británicas en el río Misisipi poco después de que Gran Bretaña y España entraran en guerra en 1779, Gálvez completó la conquista de Florida Occidental en 1781 con el exitoso asedio de Pensacola.

## Antecedentes
España entró oficialmente en la Guerra de la Independencia Americana el 8 de mayo de 1779, con una declaración de guerra formal de Rey Carlos III. A esta declaración le siguió otra el 8 de julio que autorizaba a sus súbditos coloniales a participar en las hostilidades contra los británicos. Cuando Bernardo de Gálvez, el gobernador colonial de la Luisiana española, recibió la noticia el 21 de julio, comenzó inmediatamente a planificar en secreto operaciones ofensivas. Gálvez, que había estado planeando la posibilidad de una guerra desde abril, interceptó comunicaciones de los británicos en Pensacola indicando que los británicos estaban planeando un ataque por sorpresa contra Nueva Orleans; decidió lanzar su propio ataque primero. Para ello, ocultó al público la recepción de la segunda proclama.

## Control del bajo Misisippi

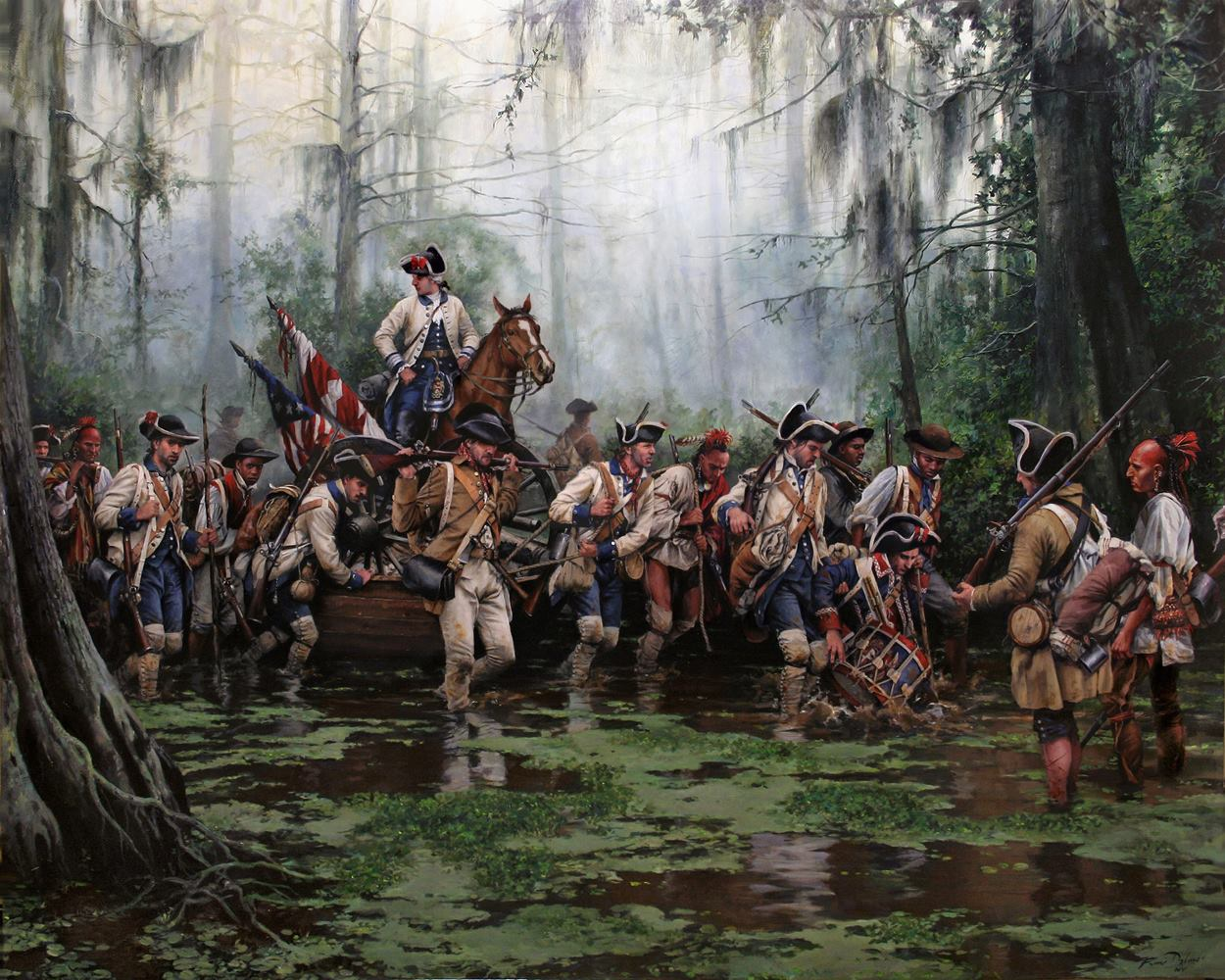
Painting depicting the Spanish advance at the lower Mississippi by Augusto Ferrer-Dalmau

El 27 de agosto Gálvez partió por tierra hacia Baton Rouge, al frente de una fuerza que constaba de 520 regulares, de los que aproximadamente dos tercios eran reclutas recientes, 60 milicianos, 80  negros libres y mulatos, y diez angloamericanos voluntarios militares encabezados por Oliver Pollock. A medida que avanzaban río arriba, la fuerza crecía en otros 600 hombres, entre los que se encontraban Indios y acadianos. En su punto álgido, la fuerza contaba con más de 1400 hombres; este número se redujo, debido a las dificultades de la marcha, en varios centenares, antes de llegar a Fort Bute.
Al amanecer del 7 de septiembre, esta fuerza atacó el Fuerte Bute, una reliquia decadente de la guerra franco-indígena que estaba defendida por una fuerza simbólica. Tras una breve escaramuza en la que murió un alemán, la mayor parte de la guarnición se rindió. Los seis que escaparon de la captura se dirigieron a Baton Rouge para notificar a las tropas británicas de allí la captura del fuerte.
Tras unos días de descanso, Gálvez avanzó sobre Baton Rouge, a sólo 15 millas (24,1 km) de Fort Bute. Cuando Gálvez llegó a Baton Rouge el 12 de septiembre, encontró Fort New Richmond guarnecido por más de 400 soldados del ejército regular y 150 milicianos, bajo el mando general del teniente coronel Alexander Dickson . Tras la batalla de Baton Rouge en 1779 y tras nueve días de asedio, Dickson se rindió.
Gálvez exigió y se le concedieron unas condiciones que incluían la capitulación de los 80 regulares de infantería en Fort Panmure (actual Natchez (Misisipi)), una posición bien fortificada que habría sido difícil de tomar militarmente para Gálvez. Dickson rindió 375 tropas regulares al día siguiente; Gálvez hizo que la milicia de Dickson fuera desarmada y enviada a casa.  Gálvez envió entonces un destacamento de 50 hombres para tomar el control de Panmure. Despidió a sus propias compañías de milicianos, dejó una considerable guarnición en Baton Rouge, y regresó a Nueva Orleans con unos 50 hombres.

## Mobila
A principios de 1780 Gálvez se embarcó en una expedición para capturar Mobila, que era uno de los dos únicos establecimientos militares británicos importantes que quedaban en Florida Occidental británica, siendo el otro la capital, Pensacola.  Reuniendo a 750 hombres en Nueva Orleans, zarpó hacia Mobile el 11 de enero, llegando a la bahía de Mobile el 9 de febrero tras ser retrasado por las tormentas. El 20 de febrero se le unió una fuerza de apoyo de 450 hombres procedentes de La Habana, pero no comenzó las operaciones de asedio hasta el 1 de marzo. Después de la 14 días de bombardeo, las murallas del Fuerte Charlotte fueron violadas, y su comandante, el capitán Elias Durnford, se rindió.
Gálvez en el otoño de 1780 intentó capturar Pensacola, lanzando su fuerza naval desde Mobile, pero la flota fue dispersada por un gran huracán. Sus andrajosos restos regresaron a La Habana o a Nueva Orleans, y se empezó a planificar de nuevo una expedición en 1781.
Las autoridades británicas en Pensacola, cuando la guerra con España era inminente, habían intentado apuntalar las defensas del oeste de Florida, pero los escasos recursos asignados a la región hicieron que el general John Campbell, comandante militar en Pensacola, no pudiera hacer mucho para detener el avance de Gálvez. A finales de 1780 había recibido algunos refuerzos y consiguió reclutar una fuerza importante de indios locales para reforzar las defensas de Pensacola. La destrucción de la expedición de Gálvez le animó a intentar la reconquista de Mobile. En enero de 1781 envió a más de 700 hombres bajo el mando del capitán Waldecker Johann von Hanxleden para ir por tierra. Esta fuerza fue derrotada cuando atacó una de las defensas españolas adelantadas de Mobile, y el capitán Hanxleden resultó muerto. El ataque hizo que las autoridades españolas en Cuba ampliaran la guarnición de Mobile.

## Pensacola
Gálvez y las autoridades españolas en Cuba volvieron a lanzar una expedición contra Pensacola en febrero de 1781. Con unas fuerzas que llegaron a ser de unos 8000 efectivos, Gálvez, asistido por fuerzas navales españolas y francesas, bloqueó primero el puerto de Pensacola, y luego comenzaron las operaciones de asedio con la Batalla de Pensacola el 9 de marzo. Para el 30 de abril los españoles habían logrado colocar cañones que podían atacar completamente las defensas principales de Pensacola. Un afortunado disparo de cañón alcanzó el polvorín de una de las defensas exteriores el 8 de mayo, y los españoles aprovecharon rápidamente este hecho para capturar la posición británica. Al darse cuenta de que su posición ya no era defendible, Campbell inició las negociaciones de rendición al día siguiente. Los términos de la capitulación incluían toda la Florida Occidental británica.